# Escola de Design de Rhode Island
Escola de Design de Rhode Island (em inglês:  Rhode Island School of Design - RISD) é uma faculdade de artes plásticas e de design localizada em Providence, Rhode Island, Estados Unidos. Foi fundada em 1877. Localizado na base da colina College, o campus da RISD é contíguo ao campus da Universidade Brown. As duas instituições compartilham recursos sociais, acadêmicos e comunitários e oferecem cursos em comum. A escola é classificada constantemente como a número um em belas artes no Estados Unidos.
A instituição inclui cerca de 350 professores e curadores, além de 400 funcionários. Cerca de 1.880 alunos de graduação inscrevem-se anualmente de todos os Estados Unidos e outros 50 países. A RISD Oferece 16 cursos de graduação e 17 de pós-graduação, além de ser membro da Associação de Faculdades Independentes de Arte e Design (AICAD), um consórcio das 36 principais escolas de arte nos Estados Unidos. Ela também mantém mais de 80.000 obras de arte no Museu RISD.